# دوبرا (ناحیه فریدک-میستک)
دوبرا (به چکی: Dobrá) یک منطقهٔ مسکونی در جمهوری چک است که در ناحیه فریدک-میستک واقع شده‌است. دوبرا ۸٫۷۲ کیلومتر مربع مساحت و ۲٬۹۹۷ نفر جمعیت دارد و ۳۳۲ متر بالاتر از سطح دریا واقع شده‌است.